# 산업용 로봇

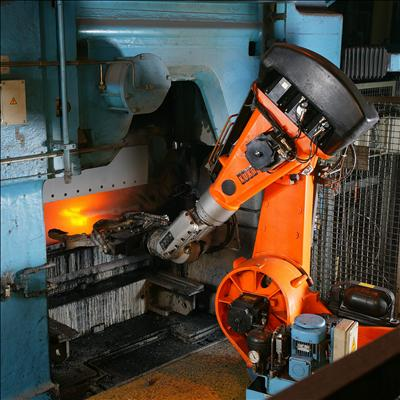

산업용 로봇(industrial robot)은 공장의 라인과 같은 산업현장에서 실제 사용하고 있는 로봇을 총칭하는 말이다. 최초의 산업용로봇은 1959년 Unimate사에서 Devol과 Joseph Engelberger에 의해 개발되었다. 또한 산업용 로봇은 인간이 가진 신체적한계를 극복할 수 있는 미래의 수단 중 하나로 주목받고 있다. 제조업을 중심으로 한 현장에서 여러 작업을 하는 자동 기계이다. 소형 컴퓨터를 내장하는 것이 많은데, 구조적으로는 사람의 팔이나 손의 기능을 대신하는 매니퓰레이터(manipulator)만으로 이루어져 있다. 주요 용도는 조립용, 기계 가공, 입출하, 검사측정, 프레스, 수지가공, 용접용 등이다. 최근 단순 반복기능에서, 센서를 기반으로 한 인식기능이 추가되어, 지능형로봇으로 발전하고 있으며, 서비스 로봇과 대비되어, 제조업용 로봇으로 분류되기도 한다.

## 같이 보기
- 자동화
- 가사지원 로봇
- KUKA